# Рьоне Крьовел
Рьоне Крьовел (на френски: René Crevel) е френски писател и поет, свързван със сюрреализма.

## Биография
Кровел се ражда в буржоазно парижко семейство. Религиозното образование, което получава, го травматизира. Баща му се самоубива (с обесване), когато поетът е на 14-годишна възраст. Крьовел следва английска филология в Парижкия университет. Негова среща с Андре Бретон през 1921 г. го увлича в сюрреалистичното движение. Под влиянието на Бретон Крьовел се отдалечава от движението. Повод за изключването му от сюрреалистичните кръгове става хомосексуалността на Крьовел .
През този период Крьовел написва романа Mon corps et moi („Аз и моето тяло“). През 1926 г. бива диагностициран с туберкулоза, поради което започва да употребява морфин.
Голяма част от творчеството на Крьовел е свързана с вътрешния смут, породен от хомосексуалността му.
През 1929 г. изгнанието на Троцки го убеждава да се завърне при сюрреалистите. Остава верен на Бретон, което го води да действа за сближаване на комунистите и сюрреалистите.
Крьовел се самоубива в нощта на 18 юни 1935 г., като оставя отворена газта на кухненския си котлон. За самоубийството му има две непосредствени причини. Първата е конфликтът между Бретон и Иля Еренбург по време на първия Международен писателски конгрес за защита на културата, който се състои в Париж през юни 1935 г. Бретон, наедно с другите сюрреалисти, е атакуван от Еренбург в негов памфлет, в който, измежду другото, Еренбург казва, че всички сюрреалисти са педерасти. Бретон зашлевява Еренбург на улицата, няколко пъти, поради което сюрреалистите са изключени от конгреса. Крьовел, който според Дали е „единственият сериозен комунист сред сюрреалистите“  (Крьовел става все по-самотен в тези убеждения с показването на истинското лице на съветския комунизъм) ) се опитва цял ден да убеди делегатите да позволят връщането на сюрреалистите. Начинанието му остава без успех. Към 23 ч., напълно изтощен, Крьовел напуска конгреса. Възможно е и Крьовел да е бил диагностициран с бъбречна туберкулоза, което другата хипотеза за самоубийството му. Оставя предсмъртна бележка с текст „Моля, кремирайте тялото ми. Отврат.“
Десет години по-рано, когато Андре Бретон включва въпроса „Самоубийството: Решение ли е?“ в първото издание на La Révolution surréaliste („Сюрреалистичната революция“) през 1925 г., Крьовел е един от тези, които отговарят „Да“. Той пише: „Това е може би най-правилното и най-крайно решение.“

## Личен живот
Рьоне Крьовел има романтична връзка с американския художник Юджийн Маккоун, прототип на героя Артър Брюгъл в La mort difficile, и с Мопса Стернхайм от 1928 г.. Последната му спътница е аржентинската графиня Тота де Куевас де Вера.